# 498 (tal)
498 är det naturliga talet som följer 497 och som följs av 499.

## Inom vetenskapen
- 498 Tokio, en asteroid.

## Inom matematiken
- 498 är ett jämnt tal.
- 498 är ett sammansatt tal.
- 498 är ett sfeniskt tal.